# Аксёнова-Штейнгруд, Светлана Александровна
Светла́на Алекса́ндровна Аксёнова-Ште́йнгруд (род. 8 ноября 1945, Алма-Ата) — израильская журналистка, поэтесса, переводчик и драматург, критик. Член Союз российских писателей, член правления Союза русскоязычных писателей Израиля, член международного Пен-клуба.

## Биография
Окончила КазГу (филологический факультет), работала в молодёжной республиканской газете «Ленинская смена» (корреспондентом, заведующей отделом литературы и искусства). В последующие годы работала помощником главного режиссёра по литературной части Алма-Атинского ТЮЗа.
Лауреат премии «Молодые писатели Казахстана» (1970 г.).
В январе 1980 г. переехала в Москву, работала в журнале «Литературное обозрение». Была членом Союза журналистов СССР (с 1971 г.), членом Союза писателей СССР (с 1980 г), членом Правления Всесоюзной общественной организации писателей «Апрель», членом Союза журналистов СССР. После националистического погрома в московском Центральном доме литераторов, члены Совета «Апрель» впервые в Советском Союзе заставили заработать 74-ю статью Уголовного Кодекса «За разжигание национальной розни». Это дело известно, как «Процесс над Осташвили». О вкладе в этот процесс Светланы можно прочесть в книге «Апрель» против «Памяти». (Москва, Издательство «Пик», 1993.)
29 мая 1991 года репатриировалась в Израиль. Работала журналистом в израильской русскоязычной газете «Новости Недели», руководителем народного университета для репатриантов при Управлении абсорбции Хайфы. С 1998 по 2008 гг. работала от организации «Джойнт» на территории стран СНГ (Минск, Санкт-Петербург, Москва) — координатором культурных программ. С 2012 по 2013 гг. работала координатором по связям.
С 1979 года жила в Москве. В 1991 году репатриировалась в Израиль.
Член правления СРПИ Союза русскоязычных писателей Израиля.
Стихи переводились на казахский, белорусский, немецкий, иврит. Стихи, эссе, статьи, рецензии, очерки неоднократно публиковались в международных и российских газетах, журналах и альманахах: «Юность», «Литературное обозрение», «Литературная газета», «Октябрь», «Тарусские страницы», «Нева», «Диалог», «Балтийские сезоны», «Алеф», «Свет двуединый» (Россия); «Простор» (Казахстан); «Мишпоха» (Белорусия); «Грани» (Франция); «Альбион» (Великобритания); «Форвертс» (США); «Евреи в культуре русского зарубежья», «Вести», «Новости Недели», «Слово писателя», «120 поэтов русскоязычного Израиля» (Израиль). а также в «Днях поэзии», антологиях писателей России и Израиля, многочисленных коллективных сборниках, российском Интернет-журнале «Пролог».
Перевод с польского (опубликовано в сборнике Ю. Тувима «Фокус-покус или просьба о пустыне»), Издательство «Рипол классик», Москва, 2008 г., а также в альманахе «Современная драматургия» (№ 3, Москва, 2008 г.); Бен-Цион Томер, пьеса «Дети тени» (стихотворные переводы с иврита. Издательство «Ринат», Тель-Авив, 1994 г.).
За книгу стихов «Мотыльковое новоселье» (издательство «Зебра Е», Москва, 2009 г.) награждена премией имени Давида Самойлова Союза русскоязычных писателей Израиля (2009 г.); «Человек года» в номинации «Художественная литература» в г. Ашдод. (2011).

### Семья
Младшая дочь: Керен Климовски (поэт, переводчик).

## Творчество
Стихи, эссе, статьи, рецензии публиковались в различных газетах, журналах и альманахах, таких как «Юность», «Простор», «Литературное обозрение», «Литературная газета», «Октябрь», «Нева», «Мишпоха», «Диалог», «Алеф», «Слово писателя», «Форвертс» и других.
Автор двух пьес для детей (одна из них — «Волшебная трава» в постановке Рубена Суреновича Андреасяна — шла в Театре для детей и юношества Казахстана на протяжении более 10 лет), а также переводов стихов и пьес с казахского, польского, иврита.

### Избранные сочинения
Источник — Электронные каталоги РНБ. См. также публикации в «Журнальном зале».
- Новые стихи (1969)
- Я рисую дождик (Стихи для детей, 1973)
- Аксёнова С. А. Времена души : Стихи. — М.: Сов. писатель, 1990. — 190 с. — 10 000 экз. — ISBN 5-265-01231-1.
- Аксёнова-Штейнгруд С. Время стоит неподвижно : Стихи // Октябрь. — 2006. — № 10.
- Аксёнова С. А. К дому по снегу следы : стихи. — Липецк: ИНФОЛ, 2005. — 125 с. — 500 экз. — ISBN 5-86815-110-0.
- Аксёнова-Штейнгруд С. Мотыльковое новоселье : [стихи]. — М.: Зебра Е, 2009. — 286 с. — (Содерж.: Циклы: Мотыльковое новоселье; Игры для взрослых; Дует вселенский сквозняк; Привычка жить). — 1000 экз. — ISBN 978-5-94663-753-4.
- Аксёнова-Штейнгруд С. Нещадный воздух Азии моей… : Стихи // Октябрь. — 2004. — № 3.
- Аксёнова С. А. Отважная доброта : Стихи. — Алма-Ата: Жалын, 1979. — 78 с. — 7000 экз.
- Аксёнова С. А. Свет зимы : стихи. — Липецк: Информ, 2006. — 111 с. — 500 экз. — ISBN 5-9735-0015-2.
- Предчувствие жизни (1997), пьесы для детей, переводы пяти книг.

Переводы
- Асылбеков А. За тучами — солнце : [Стихи : Для детей дошк. возраста] / Пер. С. А. Аксёновой. — Алма-Ата, 1987.
- Егеубаев А. Движение : Стихи, поэма / Пер. с каз. С. Аксёновой. — Алма-Ата: Жазушы, 1989. — 126 с. — 1800 экз. — ISBN 5-605-00457-3.

Литературная критика
- Аксёнова-Штейнгруд С. Кто мы? : Диалоги в «Диалоге» // Октябрь. — 2002. — № 12.

Театральная критика
- Аксёнова-Штейнгруд С. Актриса // Нева. — 2006. — № 8.